# Avión de propulsión nuclear

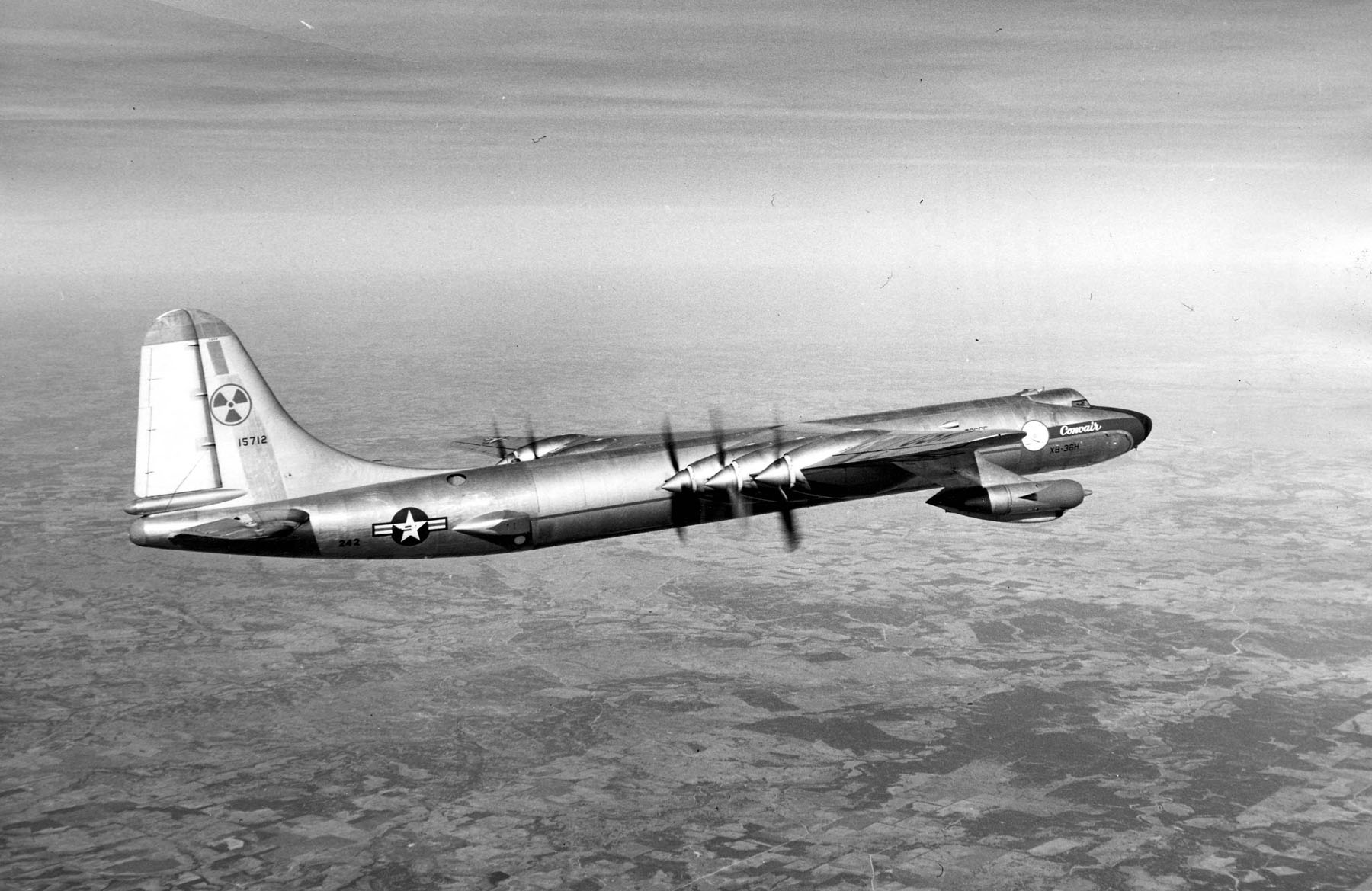
El avión nuclear experimental NB36H-1 en uno de los vuelos de prueba.

Avión de propulsión nuclear, es una aeronave impulsada por un motor alimentado por un reactor de energía nuclear. El concepto estuvo especialmente en desarrollo durante la Guerra Fría entre Estados Unidos (EE. UU.) y la Unión Soviética (URSS). Al principio, se intentó producir un motor de reacción para calentar aire comprimido con calor de fisión nuclear, en vez de calor por simple combustión de combustible. Aún a pesar de los diversos estudios y prototipos de ambas potencias, ninguno de los países llegó a crear ningún avión completamente operacional.
Los Estados Unidos y la Unión Soviética investigaron aviones bombarderos que pudieran hacer uso de este sistema de propulsión ya que podrían permanecer volando durante mucho tiempo gracias a que la energía nuclear puede producir gran cantidad de energía durante largos periodos de tiempo. De esta manera podría mejorar la estrategia de disuasión nuclear al poder tener aviones con armamento nuclear en el aire preparados para un ataque nuclear muy rápido.
Un problema de diseño importante era la necesidad de necesitar blindajes pesados para evitar la radiactividad elevada con efectos leves o graves en la salud de la tripulación de la aeronave y a las personas que pudieran estar cerca de esta. Otro problema importante fue siempre la posibilidad de que se estrellase el avión contra el suelo por cualquier motivo y pudiera originar contaminación radiactiva.
La aparición de otras alternativas como la propulsión nuclear marina, ofreciendo un enorme alcance, movilidad o la instalación de los nuevos misiles balísticos intercontinentales capaces de volar miles de kilómetros con armamento nuclear, además del enorme coste económico, la desconfianza de parte de la sociedad civil y el desafío tecnológico que implicaba un avión nuclear, disuadió y terminó por cancelar los proyectos de aviación militar con energía nuclear.

## Historia

### Estados Unidos

#### El programa NEPA y ANP

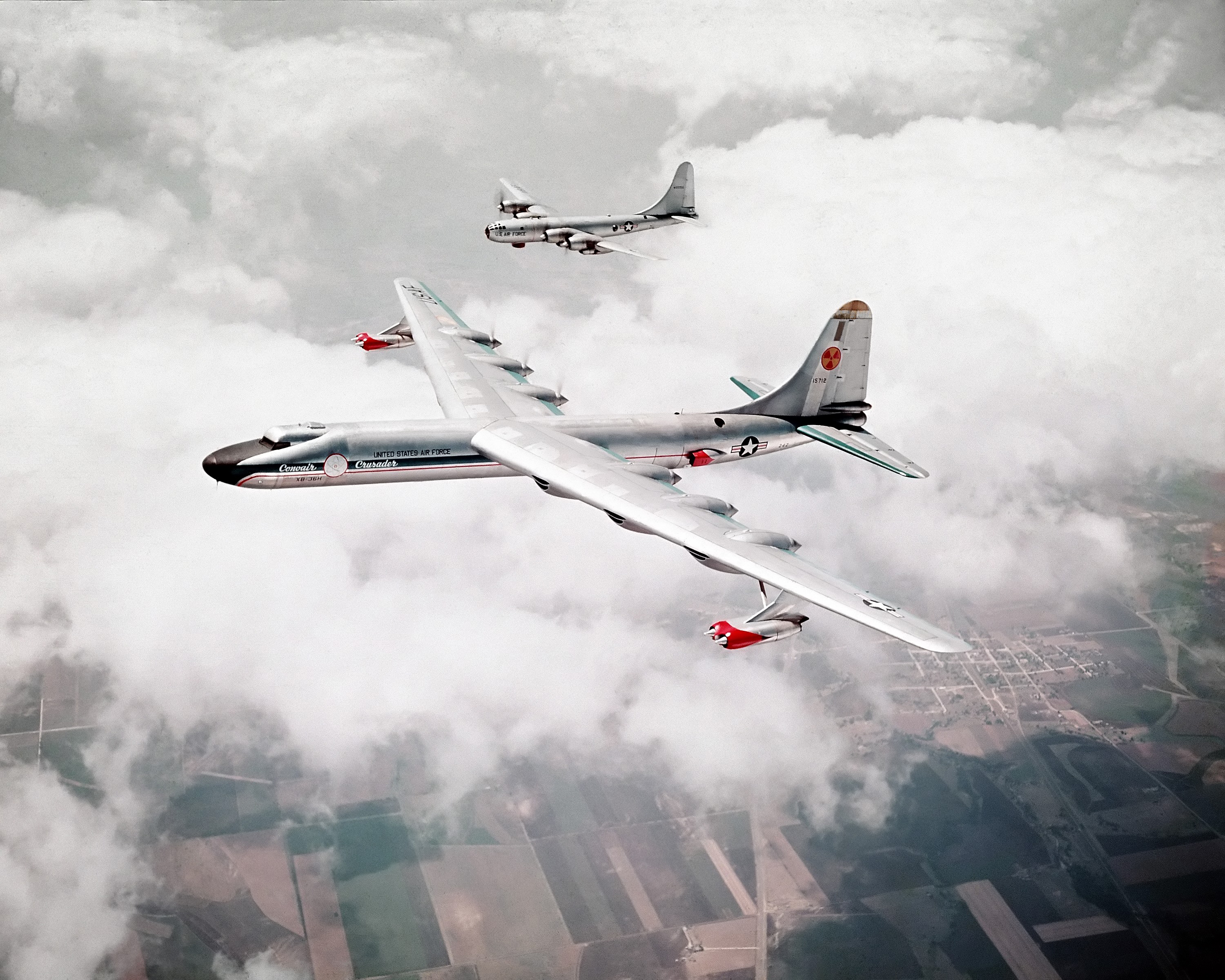
El avión experimental NB-36H acompañado por un B-50 en 1955.

En mayo de 1946, la Fuerza Aérea de los Estados Unidos comenzó el programa Energía Nuclear para la Propulsión de Aeronaves (del inglés, «Nuclear Energy for the Propulsion of Aircraft» o «NEPA»). Los diferentes estudios y ensayos se realizaron hasta mayo de 1951, cuando el NEPA es sustituido por la Propulsión Nuclear para Aeronaves (del inglés, «Aircraft Nuclear Propulsion» o «ANP»).
La idea era desarrollar un sistema de propulsión híbrido combinando motores turbojet con un reactor nuclear. El programa ANP se centró en dos diseños: de «ciclo directo», encargado a General Electric, en el cual el flujo de aire del motor enfría el reactor; de «ciclo indirecto» encargado a la compañía Pratt & Whitney donde se pretendía utilizar un metal líquido que conducía el calor del reactor al motor.
En 1951 fue cuando el gobierno de Estados Unidos solicitó a General Electric un estudio para desarrollar el proyect ANP. Se propuso un reactor de 60 MW con la colaboración de la compañía aeronáutica de motores Pratt & Whitney llamado ART (del inglés «Aircraft Reactor Test», Prueba de Reactor para Avión). En 1961 en el Congreso de Estados Unidos, el presidente John K. Kennedy dio por finalizado el proyecto.
El programa contemplaba modificar dos bombarderos Convair B-36 por parte de la compañía Convair bajo el proyecto llamado MX-1589. Uno de esos B-36 se utilizaría para los estudios de protección de radiación para un reactor nuclear mientras que el otro sería el Convair X-6. El primer B-36 modificado, denominado Avión Nuclear de Pruebas (del inglés «Nuclear Test Aircraft» o «NTA»), renombrado como XB-36H y posteriormente como NB-36H, llevaba un reactor nuclear de 3 MW refrigerado por el contacto con el aire. El reactor era funcional aunque no alimentaba al avión, solo se utilizó en vuelo para investigar los efectos de la radiación en la tripulación de la aeronave. El NB-36H completó hasta cuarenta y siete vuelos de prueba, varios de ellos con el reactor a bordo, entre 1955 hasta la cancelación del prototipo experimental en 1957.

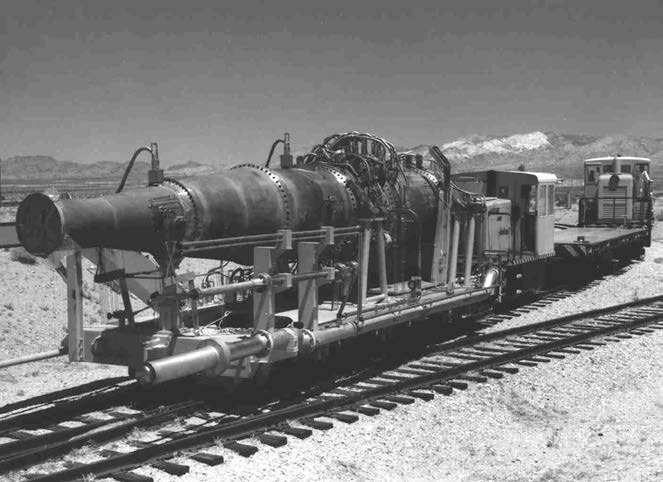
Prototipo experimental de motor estatorreactor nuclear Tory II-C en Nevada (EE.UU), 1964.

#### El proyecto Pluto
El 1 de enero de 1957, la Fuerza Aérea de los Estados Unidos (USAF) y la Comisión de Energía Atómica de los Estados Unidos, encargaron el proyecto Pluto al precursor del actual Laboratorio Nacional Lawrence Livermore (LLNL), el Laboratorio de Radiación Lawrence. El proyecto consistía en el diseño y ensayos de un reactor nuclear aplicado al motor estatorreactor o ramjet sobre todo para aplicarse en el uso de un nuevo misil con propulsión nuclear. En 1964, en las instalaciones del proyecto Pluto en el emplazamiento de pruebas de Nevada, el estatorreactor conocido como «Tory II-C», la tercera versión experimental del motor, fue probado durante cinco minutos a plena potencia.

#### La noticia falsa de «Aviation Week»

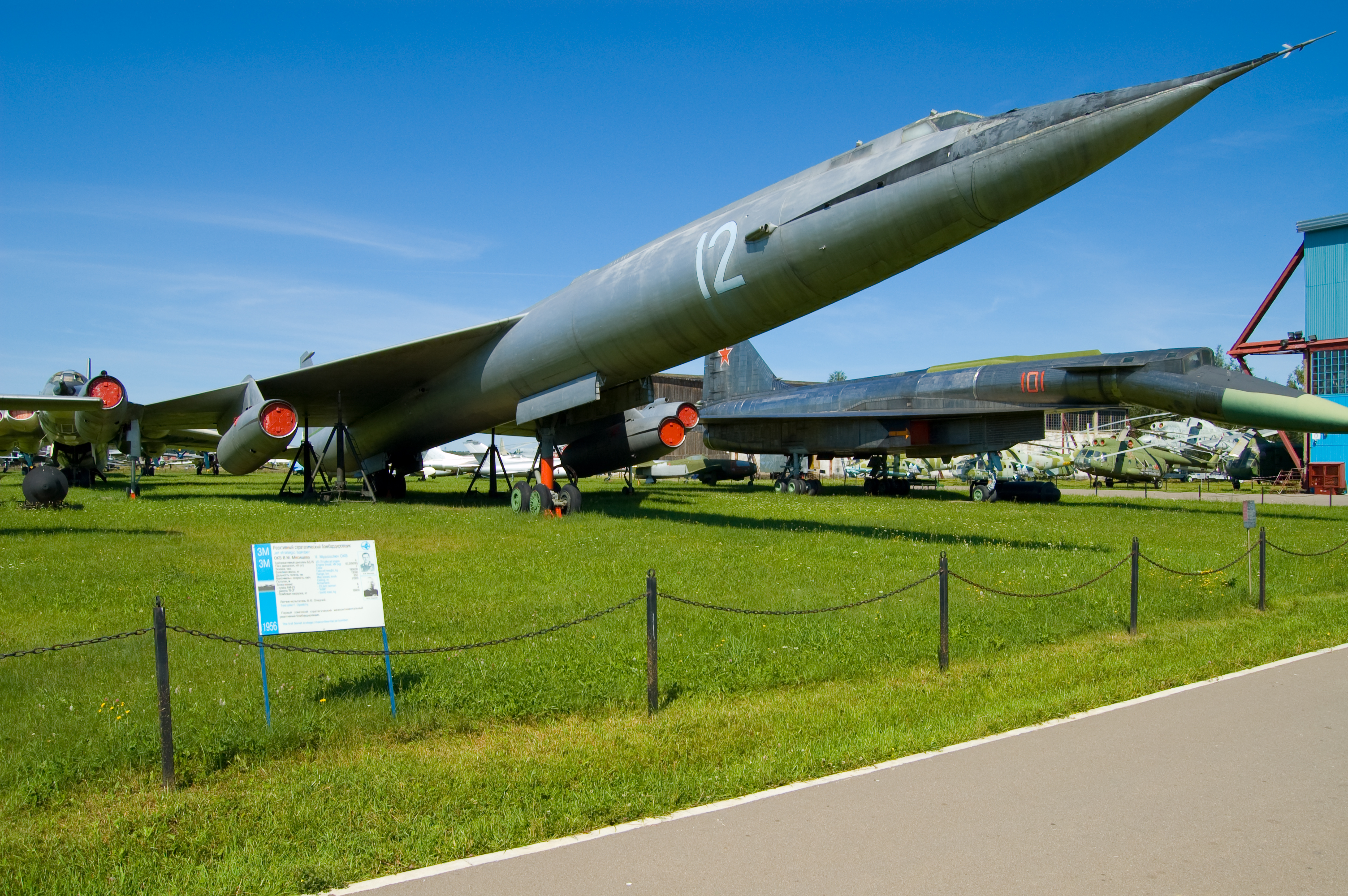
Un bombardero Myasischev M-50 en el Museo Central de las Fuerzas Armadas de Mónino, Rusia.

El 1 de diciembre de 1958 la revista estadounidense Aviation Week publicó un artículo titulado: los soviéticos prueban un bombardero de propulsión nuclear (en inglés «Soviets Flight Testing Nuclear Bomber»),3 en el que se explicaba, que los soviéticos avanzaban rápidamente en el desarrollo de un bombardero propulsado por nuevos motores nucleares.
El artículo no solo decía que la aeronave era real, sino que también afirmaba que: "Un bombardero con propulsión nuclear estaba realizando vuelos de prueba en la Unión Soviética…Se ha observado tanto en vuelo como en tierra por una gran variedad de testigos extranjeros tanto de países comunistas como no comunistas."
En realidad el artículo resultó ser una farsa, ya que las fotografías revelaron que se trataba de un Myasishchev M-50, no un bombardero con propulsión nuclear que, aunque existía una teoría para fabricarlo, no contaba aún con el desarrollo tecnológico necesario. Sin embargo, después del fin de la Guerra Fría se dio a conocer que no era cierta la noticia y que fue ocultado por la CIA para no despertar alboroto dentro de la comunidad de científicos que casi al mismo tiempo trabajaban por lograr el objetivo de un bombardero con propulsión nuclear.

### La Unión Soviética

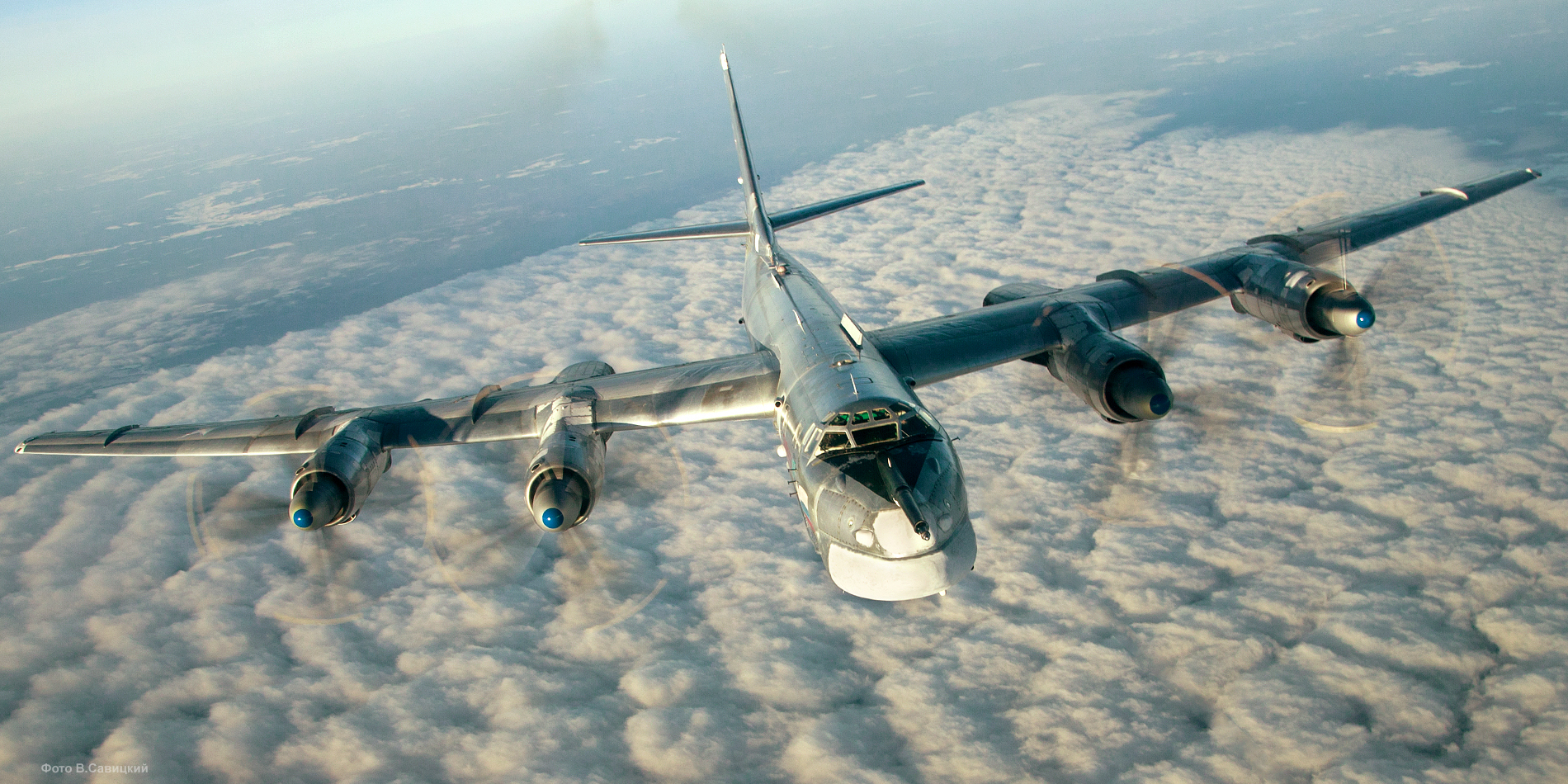
Una foto de un bombardero Túpolev Tu-95, avión base para desarrollar el nuevo prototipo experimental de bombardero, el Túpolev T-119.

La Unión Soviética desarrollo en paralelo después un programa con la misma meta final. El Túpolev Tu-119 era un avión bombardero Túpolev Tu-95 modificado para albergar un reactor nuclear. Al finalizar el programa estadounidense paralelo, los soviéticos cancelaron el programa en 1966.

### Rusia
El 1 de marzo de 2018, durante la Asamblea Federal de Rusia, el presidente Vladímir Putin presentó dos nuevos proyectos de armas impulsadas con energía nuclear como un misil de crucero de velocidad supersónica denominado Burevestnik (del ruso Буревестник, petrel).